# Federico Francisco I de Mecklemburgo-Schwerin
Federico Francisco I (Schwerin, 10 de diciembre de 1756 - Ludwigslust, 1 de febrero de 1837) gobernó sobre el estado alemán de Mecklemburgo-Schwerin, primero como Duque (1785-1815) y después como Gran Duque (1815-1837). Era hijo de Luis, duque de Mecklemburgo-Schwerin, hijo de Cristián Luis II, y de Carlota Sofía de Sajonia-Coburgo-Saalfeld. Fue el sucedor de su tío, Federico, como duque de Mecklemburgo-Schwerin en 1785.

## Nacimiento
Nació en Schwerin, hijo del duque Luis de Mecklemburgo-Schwerin y de la princesa Carlota Sofía de Sajonia-Coburgo-Saalfeld. Federico Francisco sucedió a su tío Federico como Duque de Mecklemburgo-Schwerin en 1785.

## Acciones de gobierno
En 1803, Federico Francisco recuperó Wismar, la isla de Poel y Neukloster, en poder de Suecia desde 1631. En octubre de 1806, Napoléon triunfó en las batallas de Jena y Auerstaedt, quedando Prusia impotente. Tras su victoria, los franceses ocupan gran parte de Alemania del norte. Caen ciudades entre las que destaca Schwerin. Federico Francisco decide entonces huir a Dinamarca, refugiándose en Altona. En julio de 1807, una vez firmados los Tratados de Tilsit, es autorizado por Napoleón para recuperar su trono, aunque tras haberse comprometido a que su reino, Mecklemburgo-Schwerin, entrara en la Confederación del Rin.
Tras su derrota en Rusia, Bonaparte se retira del territorio enemigo. El 14 de marzo de 1813, Federico Francisco se convierte en el primer príncipe alemán de la Confederación del Rin en levantar tropas para combatir a Francia. No obstante, Federico Francisco debe enfrentarse de nuevo a las tropas francesas, que asedian su territorio hasta el 12 de noviembre, cuando los últimos soldados franceses lo abandonan.
Tras las guerras napoleónicas, Federico Francisco fue recompensado con las dignidad de Gran Duque por el Congreso de Viena. Junto a su primo en Mecklenburgo-Strelitz, Federico Francisco ha pasado a la historia como uno los más importantes monarcas reaccionarios alemanes. A su muerte en 1837 fue sucedido por su nieto, el Gran Duque Pablo Federico.

## Matrimonio y descendencia
El 1 de junio de 1775 Federico Francisco contrae matrimonio con la Princesa Luisa de Sajonia-Gotha-Altenburgo (1756-1808). Fruto del matrimonio nacieron seis hijos:
- Federico Luis (13 de junio de 1778 - 29 de noviembre de 1819). Contrajo matrimonio con la Gran Duquesa Elena Pávlovna Románova, hija de Pablo I de Rusia y Sofía Dorotea de Wurtemberg. Fueron padres de Pablo Federico de Mecklemburgo-Schwerin, sucesor de su abuelo.
- Luisa Carlota (19 de noviembre de 1779 - 4 de enero de 1801). Casada con Augusto de Sajonia-Gotha-Altenburgo. Fueron padres de Luisa de Sajonia-Gotha-Altenburgo, madre del Príncipe Consorte Alberto. Federico Francisco es uno de los ascendientes de la Reina Isabel II y de la Familia Real Británica.
- Gustavo Guillermo (1781-1851).
- Carlos (1782-1833).
- Carlota Federica (1784-1840). Casada con Cristián VIII de Dinamarca. Fueron padres de Federico VII de Dinamarca.
- Adolfo (1785-1821).

## Distinciones honoríficas
- Caballero de la Orden del Águila Negra (

 Reino de Prusia).
- Caballero de primera clase de la Orden del Águila Roja (

 Reino de Prusia).
- Caballero de la Orden del Elefante.[3] (24 de noviembre de 1775,  Reino de Dinamarca)